# 立花琴末
もしかして
- 立花琴未

ではありませんか？